# ألان غراهام (فنان)
ألان غراهام (بالإنجليزية: Allan Graham) (و. 1943  م) هو فنان، ورسام، ونحات أمريكي، ولد في سان فرانسيسكو.

## التعليم
تعلم في جامعة سان هوزيه الحكومية، وتعلم في معهد الفنون في سان فرانسيسكو
.